# Wahlen 1930
◄◄ | ◄ | 1926 | 1927 | 1928 | 1929 | Wahlen 1930 | 1931 | 1932 | 1933 | 1934 | ► | ►►

Weitere Ereignisse
Im Jahr 1930 fanden unter anderem folgende Wahlen statt: 

## Amerika

### Brasilien
- Präsidentschaftswahlen in Brasilien 1930

### Guatemala
- Präsidentschaftswahlen in Guatemala 17. Dezember 1930
- Präsidentschaftswahlen in Guatemala 29. Dezember 1930

### Haiti
- Parlamentswahl in Haiti 1930

### Honduras
- Parlamentswahlen in Honduras 1930

### Nicaragua
- Parlamentswahlen in Nicaragua 1930

### Kanada
- Kanadische Unterhauswahl 1930

### Vereinigte Staaten
- Wahl zum Senat der Vereinigten Staaten 1930 am 4. November 1930 bzw. am 8. September im Bundesstaat Maine

## Asien

### Japan
- Parlamentswahlen in Japan 1930

### Mongolei
- Parlamentswahlen in der Mongolei 1924–1949

## Europa

### Deutschland
- Reichstagswahl 1930 (14. September 1930)
- Landtagswahl im Freistaat Braunschweig (14. September 1930)
- Landtagswahl in Sachsen (14. September 1930)
- Landtagswahl in Bremen (30. November 1930)

### Estland
- Kommunalwahlen in Estland 1930

### Finnland
- Parlamentswahl in Finnland 1930

### Liechtenstein
- Landtagswahl in Liechtenstein 1930

### Norwegen
- Parlamentswahlen in Norwegen 1930

### Österreich
- Nationalratswahl in Österreich 1930
- Landtagswahl im Burgenland 1930
- Landtagswahl in Kärnten 1930
- Landtagswahl in der Steiermark 1930

### Polen
- Parlamentswahlen in Polen 1930